# Festival di Berlino 1969

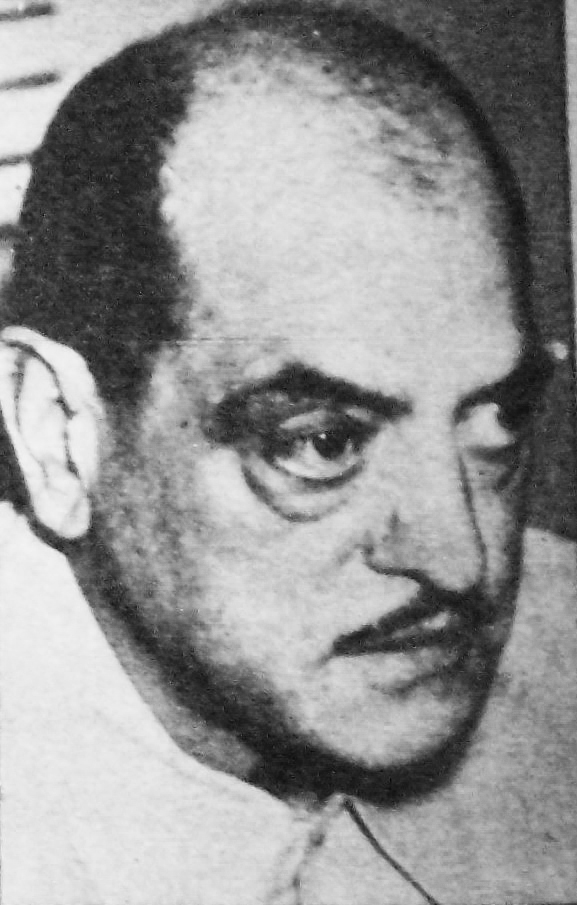
Il regista Luis Buñuel, premiato per La via lattea e per la sua intera produzione.

La 19ª edizione del Festival internazionale del cinema di Berlino si è svolta a Berlino dal 25 giugno al 6 luglio 1969, con lo Zoo Palast come sede principale. Direttore del festival è stato per il diciannovesimo anno Alfred Bauer.
L'Orso d'oro è stato assegnato al film jugoslavo Opere giovanili di Želimir Žilnik.
In questa edizione sono stati assegnati per l'ultima volta gli Jugendfilmpreis, destinati alle migliori produzioni per i giovani, mentre non sono stati assegnati gli Orsi d'argento a miglior regista, miglior attore e migliore attrice.
Le retrospettive di questa edizione sono state dedicate al cineasta francese Abel Gance, al pittore e animatore tedesco Oskar Fischinger e ai musical del periodo 1929-1950.

## Storia
Nonostante un programma molto nutrito, per molti osservatori quella del 1969 fu la Berlinale più sottotono degli ultimi anni. «Una procedura rapida e concreta che ha rispecchiato fedelmente l'atmosfera del festival», scrisse a proposito della cerimonia di premiazione il critico e futuro regista Alf Brustellin, «in ogni caso è bello che nessuno creda più nel vecchio culto del cinema, nell'auto-rappresentazione di un settore che non funziona più armonicamente». La consegna dei premi da parte del presidente di giuria, l'attore e regista tedesco Johannes Schaaf, fu piuttosto semplice e disinvolta e i fotografi ritrassero a fatica i vincitori che, ritirati i loro premi tra applausi misurati, scomparvero rapidamente dalle luci della ribalta.

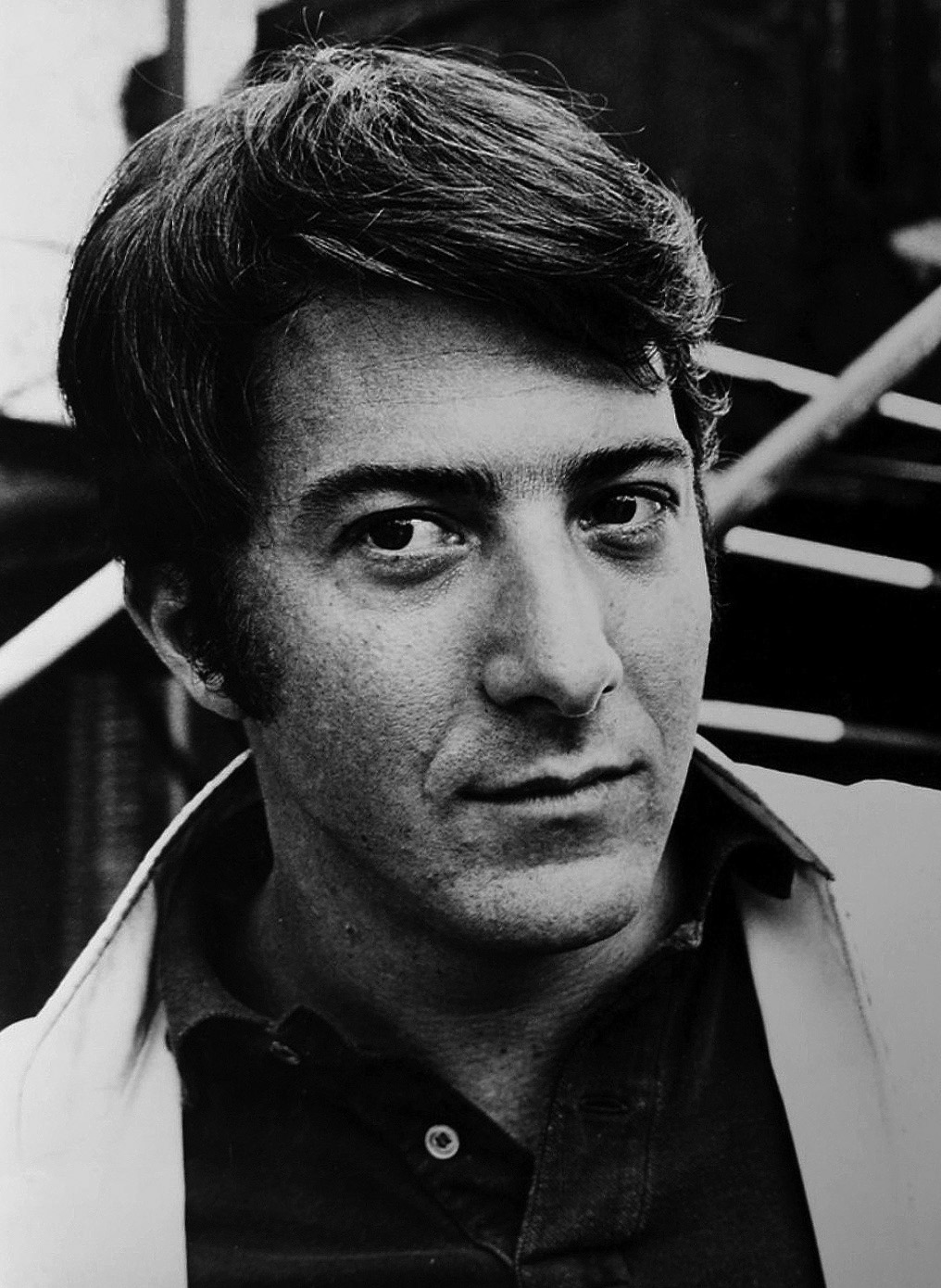
Dustin Hoffman, protagonista di Un uomo da marciapiede di John Schlesinger.

L'Orso d'oro andò a Opere giovanili del serbo Želimir Žilnik e altri cinque film furono premiati con l'orso d'argento. Tra questi, Ich bin ein Elefant, Madame di Peter Zadek ricevette da un gruppo di giovani anche il "Rusty Film-Reel-Container Ribbon" (premio "bobina arrugginita"), in quanto secondo loro aveva «ulteriormente sfruttato a fini commerciali il genere popolare sui giovani furfanti, arricchendolo con espressioni pseudo-politiche». Altro film premiato fu Un tranquillo posto di campagna di Elio Petri, che ottenne una buona accoglienza da parte della critica al contrario dell'altro contributo italiano, La sua giornata di gloria di Edoardo Bruno, in cui Ingvelde Geleng della Deutsche Presse-Agentur riscontrò «un Brecht mal compreso ed un Godard non ben digerito».
Il futuro premio Oscar Un uomo da marciapiede di John Schlesinger, apprezzato da critica e pubblico e considerato un "candidato sicuro" per l'Orso d'oro, dovette accontentarsi del premio OCIC. Jon Voight e Dustin Hoffman restarono a mani vuote, anche perché in questa edizione fu deciso di non assegnare alcun riconoscimento per la recitazione. La United Artists, distributore del film, non apprezzò la decisione e decise di boicottare la Berlinale in futuro, scelta che avrebbe mantenuto per dieci anni.
Su Die Zeit, Peter Handke apprezzò in particolare i due film di Jean-Luc Godard, La gaia scienza e One Plus One, quest'ultimo proiettato nella sezione "informativa" (Informationsschau): «Brian Jones è inquadrato soprattutto da dietro, molto simile al moribondo in Alabama 2000 anni luce di Wim Wenders. E l'estremità delle corde è talmente distante dal manico della chitarra, che in un primo momento si può pensare che siano i suoi capelli: One Plus One è già diventato un film leggendario». Un altro film proiettato fuori concorso fu Diálogo con el Che di José Rodriguez Soltero, accolto con fischi e proteste da un pubblico composto soprattutto da giovani che lasciarono la sala durante la proiezione.
Del fatto che i desideri di pubblico e parte della critica non fossero stati soddisfatti fu accusata la commissione di selezione, composta da due gruppi indipendenti: da una parte delegati del Ministero federale dell'interno, del Senato di Berlino e dell'industria cinematografica (oltre al direttore Alfred Bauer), dall'altra un gruppo di cinque critici. Tre dei dieci membri, Ulrich Schamoni, Kurt Habernoll e Christa Maerker, risposero alle accuse e in un articolo su Film International sottolinearono che la promessa indipendenza non era stata rispettata, dal momento che 8 dei film in concorso erano stati accettati senza il parere della commissione.
Come conseguenza, dopo la fine del festival furono adottate nuove procedure che portarono a due cambiamenti essenziali: l'abolizione del sistema "a due camere" e una riduzione del numero dei membri. Fu eliminato anche il comitato per la selezione dei film tedeschi, anche se in questo caso era stata la stessa commissione generale a sceglierli: il film di Zadek (presenza ufficiale) e L'amore è più freddo della morte di Rainer Werner Fassbinder, che avevano avuto la meglio su Scene di caccia in bassa Baviera di Peter Fleischmann, Detektive di Rudolf Thome, Auf Scheißer schießt man nicht di Hansjürgen Pohland e Spielst Du mit schrägen Vögeln di Gustav Ehmck.

## Giuria internazionale
- Johannes Schaaf, attore, regista e sceneggiatore (Germania Ovest) - Presidente di giuria[11]
- Agneša Kalinová, giornalista e critica cinematografica (Cecoslovacchia)
- José P. Dominiani, sceneggiatore e critico cinematografico (Argentina)
- François Chalais, giornalista e storico del cinema (Belgio)
- John Russell Taylor, scrittore e critico cinematografico (Regno Unito)
- Giovanni Grazzini, critico cinematografico (Italia)
- Masaki Kobayashi, regista e sceneggiatore (Giappone)
- Archer Winsten, critico cinematografico (Stati Uniti)
- Ulrich Gregor, storico del cinema (Germania Ovest)

## Selezione ufficiale
- Aido, regia di Susumu Hani (Giappone)
- L'amore è più freddo della morte (Liebe ist kälter als der Tod), regia di Rainer Werner Fassbinder (Germania Ovest)
- Amore e rabbia, film collettivo (Italia, Francia)
- Balladen om Carl-Henning, regia di Sven e Lene Grønlykke (Danimarca)
- Brasil Ano 2000, regia di Walter Lima Jr. (Brasile)
- Ciao America! (Greetings), regia di Brian De Palma (Stati Uniti)
- Erotissimo, regia di Gérard Pirès (Francia, Italia)
- La gaia scienza (Le gai savoir), regia di Jean-Luc Godard (Francia, Germania Ovest)
- Goopy Gyne Bagha Byne, regia di Satyajit Ray (India)
- Gravitacija ili fantastična mladost činovnika Borisa Horvata, regia di Branko Ivanda (Jugoslavia)
- Horoskop, regia di Boro Draskovic (Jugoslavia)
- Ich bin ein Elefant, Madame, regia di Peter Zadek (Germania Ovest)
- In 2 sì, in 3 no (Three into Two Won't Go), regia di Peter Hall (Regno Unito)
- Klabautermannen, regia di Henning Carlsen (Danimarca, Svezia, Norvegia)
- Made in Sweden, regia di Johan Bergenstråhle (Svezia)
- Mutazioni (The Bed Sitting Room), regia di Richard Lester (Regno Unito)
- Opere giovanili (Rani radovi), regia di Želimir Žilnik (Jugoslavia)
- Presadjivanje Osecanja, regia di Dejan Djurković (Jugoslavia)
- La sua giornata di gloria, regia di Edoardo Bruno (Italia)
- La tana (La madriguera), regia di Carlos Saura (Spagna)
- Tiro de gracia, regia di Ricardo Becher (Argentina)
- To See Or Not To See, regia di Břetislav Pojar (Canada)
- A Touch of Love, regia di Waris Hussein (Regno Unito)
- Un tranquillo posto di campagna, regia di Elio Petri (Italia, Francia)
- Un uomo da marciapiede (Midnight Cowboy), regia di John Schlesinger (Stati Uniti)
- La via lattea (La Voie lactée), regia di Luis Buñuel (Francia)

## Premi

### Premi della giuria internazionale
- Orso d'oro: Opere giovanili di Želimir Žilnik
- Orso d'argento:
Ciao America! di Brian De Palma
Un tranquillo posto di campagna di Elio Petri
Ich bin ein Elefant, Madame di Peter Zadek
Made in Sweden di Johan Bergenstråhle
Brasil Ano 2000 di Walter Lima Jr.
- Orso d'oro per il miglior cortometraggio: To See Or Not To See di Bretislav Pojar
- Orso d'argento, premio della giuria (cortometraggi): Presadjivanje Osecanja di Dejan Djurkovic

### Premi delle giurie indipendenti
- Premio FIPRESCI: Gravitacija ili fantasticna mladost cinovnika Borisa Horvata di Branko Ivanda (in rappresentanza di tutto il programma jugoslavo al festival)
Menzione speciale: Luis Buñuel, per la sua intera produzione
- Premio OCIC: Un uomo da marciapiede di John Schlesinger
- Premio CIDALC "Gandhi": Mutazioni di Richard Lester
- Premio UNICRIT: Erotissimo di Gérard Pirès
Menzione speciale: Horoskop di Boro Draskovic
- Premio INTERFILM: La via lattea di Luis Buñuel
- Jugendfilmpreis per il miglior lungometraggio: Opere giovanili di Želimir Žilnik